# Ali Treki
Ali Abdussalam Treki (15 de dezembro de 1938 - 19 de outubro de 2015) foi um diplomata e político da Líbia. Foi Ministro das Relações Exteriores da Líbia de 1976 a 1982 e entre 1984 e 1986. Assumiu o cargo de Presidente da Assembleia Geral das Nações Unidas em 2009 renunciando ao cargo em 2011.